# V8-Star

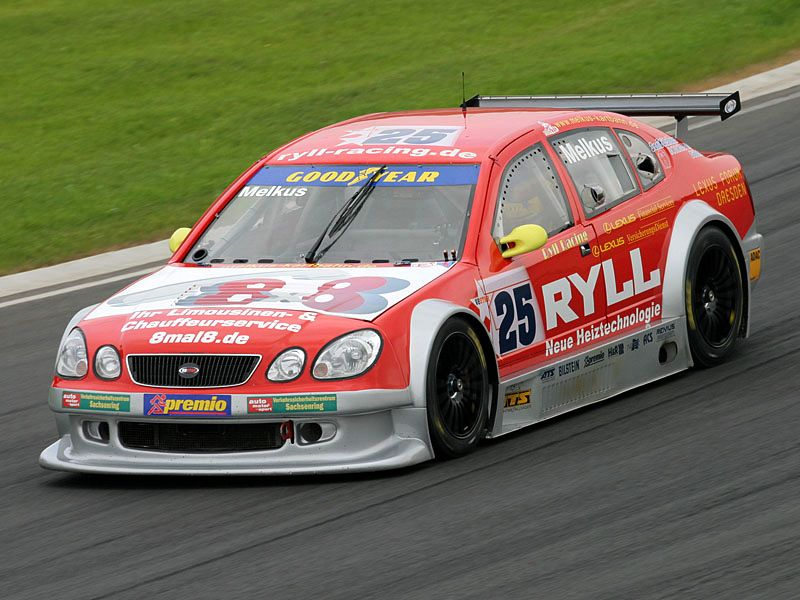
Carro da categoria V8-Star com carroceria do Lexus.

V8-Star foi a designação de uma categoria de automóveis de competição desenvolvida na Alemanha entre 2001 e 2003 usando carros da classe Silhouette. Ela foi apresentada pela primeira vez em 2000, no Essen Motor Show. 

## Situação
Hoje em dia, ainda é possível encontrar alguns exemplares da categoria V8-Star competindo em provas mais liberais, tais como: a "VLN", a "Dutch Supercar Challenge" e a "Britcar and Divinol Cup". A equipe Zakspeed ainda possui alguns desses veículos e organiza cursos e treinamentos no autódromo de Nürburgring e no oval do EuroSpeedway Lausitz com eles.

## Características
A V8-Star foi uma categoria sem vínculos com fabricantes, permitindo uma maior liberdade de criação das equipes e seus técnicos. Todos os carros tinham um chassi tubular e um motor V-8 de 5,7 litros importado dos Estados Unidos desenvolvendo 450 hp, tinha uma caixa de câmbio de seis marchas sequenciais. Auxílios de direção eletrônicos foram banidos para conter os custos, e por motivo de segurança, o piloto ficava num monocoque de fibra de carbono, semelhante ao de um carro de fórmula.

## Ligações Externas
- www.v8star-fan.de (em alemão)